# Рудник Гатджапар
Рудник Гатджапар – колишній гірничодобувний майданчик у Мікронезії на острові Гагіл-Томіл зі складу архіпелагу Яп (західна частина Каролінського архіпелагу).
За наслідками Першої світової війни Каролінські острови опинились під владою Японії. В якийсь період японці здійснювали розробку латеритового родовища Гатджапар, руда якого містила 0,74% нікелю (та 41,7% заліза). Роботи велись відкритим способом та призвели до вилучення 12,7 тисяч тонн руди.